# Бороздин, Игорь Юрьевич
Игорь Юрьевич Бороздин (5 октября 1988, Курск, СССР) — российский футболист, полузащитник.

## Карьера
Воспитанник курского футбола. В 2007 году попал в местный клуб «Авангард», который в то время выступал в Первом дивизионе. Однако Бороздин дебютировал за команду, когда та уже вылетела из него. В 2009 году полузащитник был признан лучшим полузащитником зоны «Центр» Второго дивизиона. По итогам того первенства куряне смогли на один сезон вернуться в Первый дивизион.
В конце 2014 года хавбек покинул «Авангард». В следующем году он играл за «Черноморец» (Новороссийск) и «Локомотив» (Лиски).
В 2016 году Игорь Бороздин выступал за клуб белорусской Высшей лиги «Ислочь». Летом этого же года он пополнил ряды дебютанта ПФЛ «Чайки» Песчанокопское.
Зимой 2017 года подписал контракт с клубом «Машук-КМВ».
С 2018 года — игрок клуба «Кристалл» в чемпионате Курской области.

## Достижения

### Командные
- Победитель турнира второго дивизиона зоны «Центр» (1): 2009
- Серебряный призёр турнира второго дивизиона зоны «Центр» (1): 2008
- Бронзовый призёр турнира второго дивизиона зоны «Центр» (1): 2014/15

### Личные
- Лучший полузащитник второго дивизиона зоны «Центр» (1): 2009